# The Magic Machines
Pour plus de détails, voir Fiche technique et Distribution.
The Magic Machines est un court métrage américain réalisé par Bob Curtis et sorti en 1969.
Il a remporté l'Oscar du meilleur court métrage en prises de vues réelles en 1970, ainsi que le Prix du court métrage au Festival de Cannes 1970.

## Synopsis
Le film s'intéresse au travail du sculpteur Robert Gilbert.

## Fiche technique
- Réalisation : Bob Curtis
- Production : Fly-By-Night Productions
- Producteur : Joan Keller Stern
- Image : Steve Grumette, Gil Hubbs
- Montage : Steve Grumette
- Distribution : Columbia Pictures